# Ön Picos vingårdslandskap
Ön Picos vingårdslandskap (portugisiska Paisagem da Cultura da Vinha da Ilha do Pico) är en vinodling på ön Pico i den portugisiska ögruppen Azorerna som, med dess unika uppbyggnad av lavastensmurar till skydd mot vindar, togs upp på Unescos lista över världsarv 2004.
Vinodlingen bedrivs som ett kooperativ och framställer både röda och vita viner. De mest kända sorterna är Terras de Lava, Basalto och Cavaco branco. Basalto (betyder basalt som murarna till stor del består av) är ett rött vin.